# Martin B-57 Canberra
Il Martin B-57 Canberra era un bombardiere medio bimotore a getto ad ala media, sviluppato successivamente come ricognitore (fotografico, elettronico, e meteorologico), prodotto dall'azienda statunitense Glenn L. Martin Company dagli anni cinquanta.
Sviluppato dal pari ruolo britannico English Electric Canberra, venne prodotto in svariate versioni sviluppate per equipaggiare la United States Air Force.

## Storia del progetto
All'inizio degli anni cinquanta, al termine della Guerra di Corea, la United States Air Force si trovò nella condizione di sostituire gli A-26 Invader ormai superati, ma senza avere una valida alternativa immediatamente disponibile nel ruolo specifico di bombardiere tattico. Con l'obiettivo di accelerare questo processo, vennero presi in considerazione anche aerei originariamente studiati per la United States Navy (come il North American AJ Savage), destinati ad altri ruoli (il North American B-45 Tornado) oppure, con una scelta assolutamente inusuale per l'USAF, il ricorso a progetti di aerei stranieri (come l'Avro Canada CF-100).
Fu proprio su un progetto straniero, il britannico English Electric Canberra, che ricadde la scelta delle autorità americane, soprattutto dopo il fallimento del progetto Martin XB-51.
La USAF ricevette il primo "Canberra" direttamente dalla Gran Bretagna, per le prove di valutazione: si trattava di un esemplare della versione "B.2" che, il 21 febbraio 1951, compì la traversata atlantica (tra la base di Aldergrove, Irlanda del Nord, e Terranova) con un volo senza scalo di 4 h e 37 ', divenendo il primo jet a compiere tale tragitto senza rifornimenti intermedi.
Cinque giorni dopo, a fronte di prove comparative, il "Canberra" venne dichiarato vincitore e, a causa dell'impossibilità da parte della "English Electric" di farsi carico della produzione degli esemplari necessari, all'inizio dell'aprile successivo la Martin ottenne la licenza di produzione. L'aereo acquisì il codice di progetto interno "Martin Model 272".
Da questo velivolo la Martin sviluppò la linea di produzione iniziale, che vedeva uscire macchine molto simili al prototipo britannico: venne ridotto l'equipaggio (da 3 persone), vennero installati serbatoi supplementari nello spessore alare e venne leggermente modificata la forma delle prese d'aria dei motori. Questi ultimi erano due Wright J65, a loro volta la versione costruita su licenza dei britannici Armstrong Siddeley Sapphire. (Ovviamente vennero rivisti molti dettagli indispensabili per l'adattamento agli standard costruttivi previsti negli USA).
Il 20 luglio 1953 volò il primo "B-57A" statunitense di serie e nel giugno del 1954 volò il prototipo della variante "B-57B".
All'inizio degli anni sessanta, mentre queste prime due versioni terminavano l'impiego nei reparti di prima linea, entrarono in servizio i "B-57C" ed i "B-57E" (impiegati prevalentemente per addestramento e traino di bersagli).
La quarta versione (impiegata principalmente per compiti di ricognizione e designata "RB-57D") costituì la prima sostanziale revisione del progetto originario: il Canberra venne dotato di una nuova ala, di lunghezza sensibilmente maggiore rispetto alla precedente, e di propulsori diversi (vennero impiegati i Pratt & Whitney J57).
Una seconda importante modifica alle strutture dell'ala, della fusoliera e dei piani di coda, portò alla realizzazione della versione "RB-57F", usata prevalentemente (ed intensamente) per compiti di ricognizione ad alta quota.
Per finire, la versione "B-57G" era in pratica l'aggiornamento a standard di equipaggiamento più moderni di diverse macchine delle varianti iniziali, senza particolari interventi sulla struttura.

## Tecnica

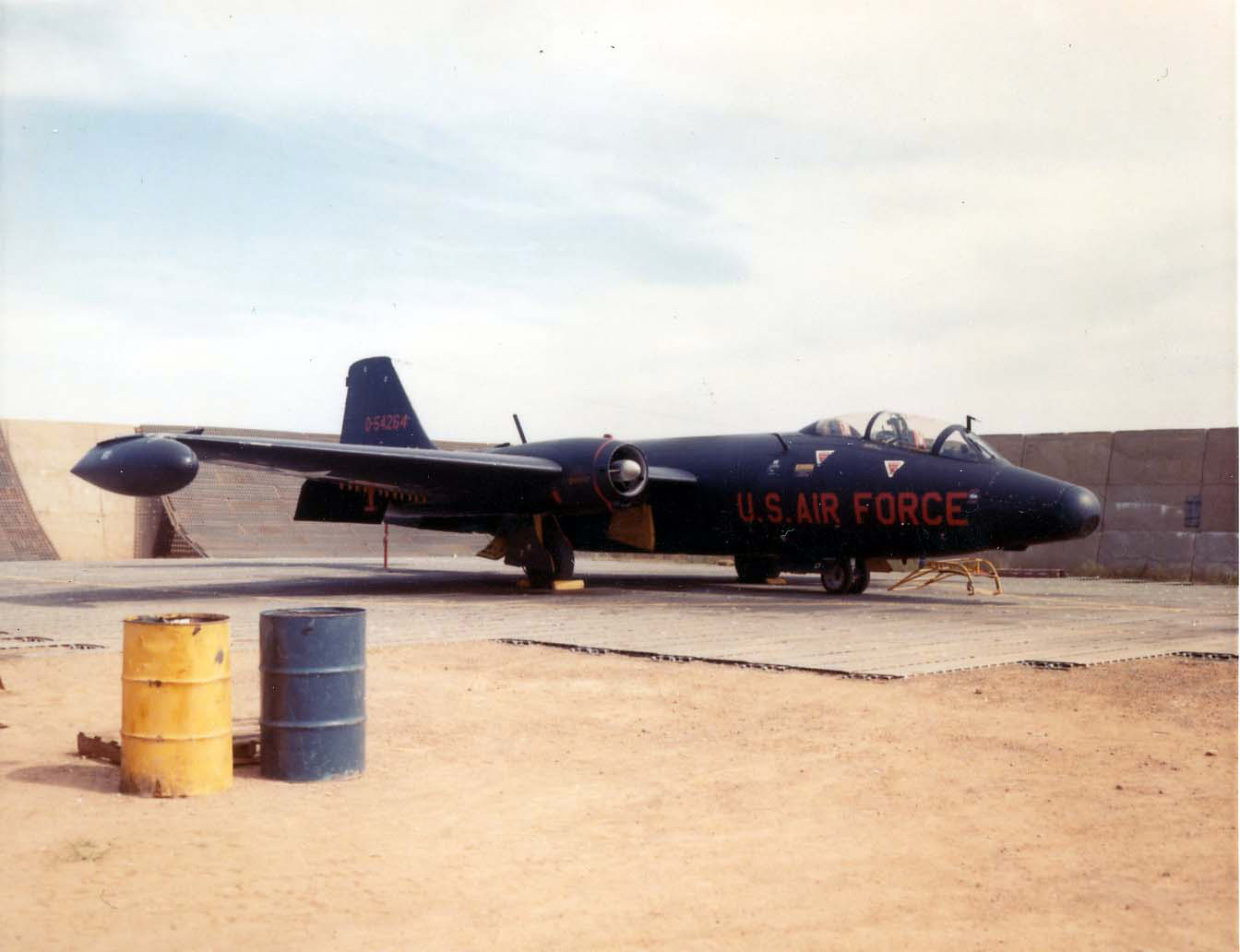
Un esemplare di RB-57E nella base di Da Nang, nel Vietnam del Sud.

L'aereo era un monoplano ad ala media ed aveva la particolarità di avere i piani di coda che formavano un angolo di diedro positivo.
Dotato di carrello triciclo anteriore, era propulso da due motori a reazione: inizialmente dotati di motori Rolls-Royce Avon, analogamente agli esemplari inglesi, in un secondo tempo vennero equipaggiati (salvo i rari casi citati espressamente nelle singole versioni utilizzatrici) con due Wright J65, durante tutta la fase dello sviluppo del velivolo.
In funzione della notevole versatilità del velivolo, l'armamento variava notevolmente, sia in base alla versione, sia in base al ruolo operativo assegnato. Inizialmente, come già per il de Havilland DH.98 Mosquito, era previsto che la velocità del "Canberra" e la sua quota operativa, fossero sufficienti a garantirgli l'incolumità dall'intercettazione dei caccia avversari. Le nuove generazioni di intercettori ed i ruoli di bombardamento tattico, richiedevano invece la presenza di armi: vennero dapprima impiegate 8 mitragliatrici (da 12,7 mm) e poi cannoni (da 20 mm) annegati nelle semiali.
Nelle versioni destinate al bombardamento tattico vennero installati 4 piloni alari in grado di trasportare svariati carichi offensivi che, nelle versioni finali, potevano essere costituiti anche da bombe a guida laser.

## Impiego operativo
I primi "Canberra" a diventare operativi furono gli "RB-57A" che vennero consegnati ai reparti nel mese di aprile del 1954, dato che i primi "B-57A" vennero considerati non adatti al combattimento utilizzati solamente a scopo di prova e per gli studi delle versioni successive. Un "B-57A" venne assegnato al National Oceanic and Atmospheric Administration per lo studio degli uragani.

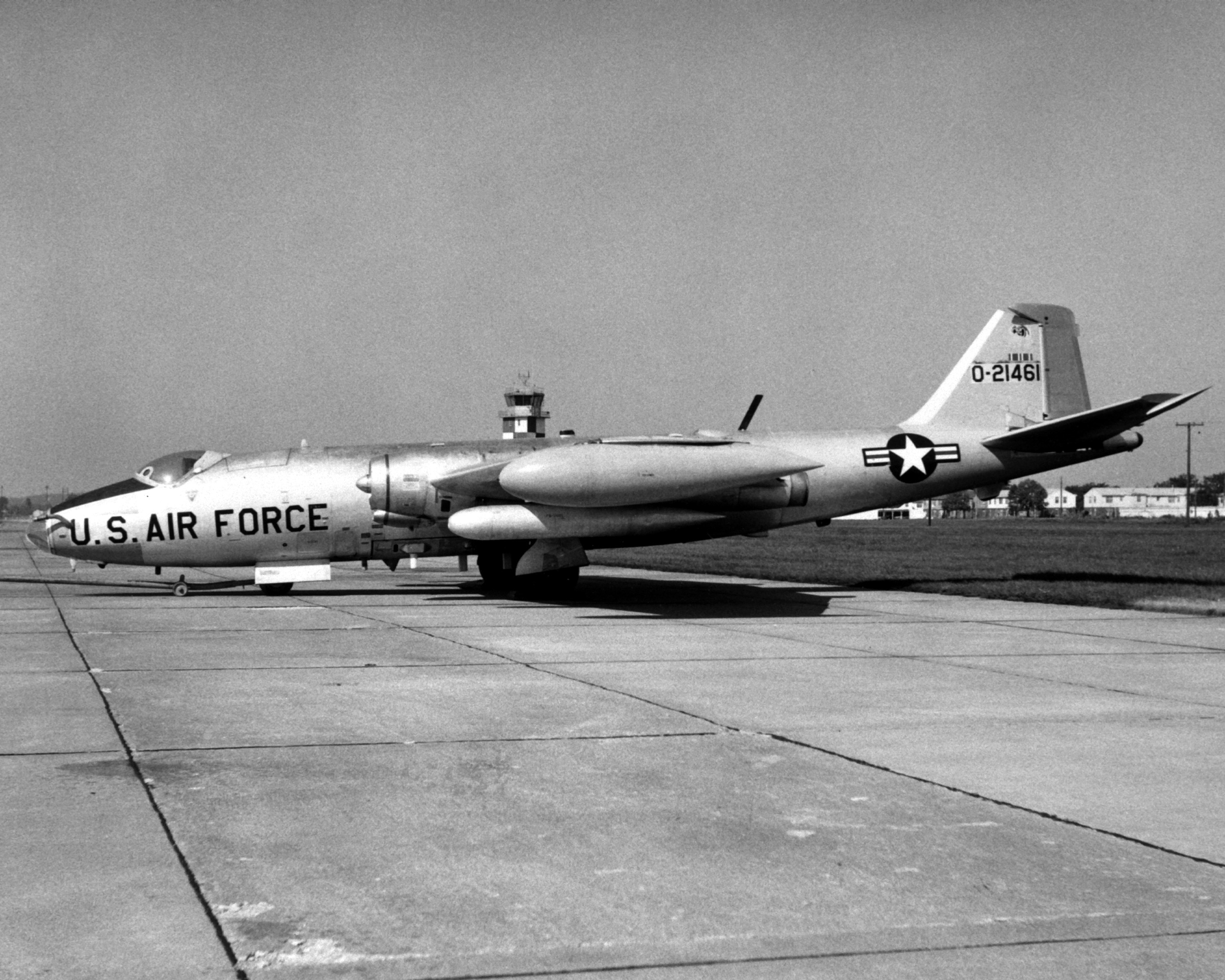
Un EB-57A.

In particolare sollevarono perplessità la posizione disassata della cabina di pilotaggio e la totale assenza di armamento difensivo: va infatti ricordato che il "Canberra" nasceva come aereo da ricognizione o bombardamento strategico, mentre ora veniva introdotto in un ruolo decisamente diverso.
La versione prodotta in maggior numero, la "B-57B", introducendo una serie di migliorie, divenne la prima impiegata presso i reparti del Tactical Air Command: venne modificata la cabina di pilotaggio (ora con i due membri dell'equipaggio disposti in tandem sotto una vetratura a goccia), gli aerofreni vennero disposti lungo la carlinga (prima erano nelle ali), vennero introdotti 4 piloni sub-alari per i carichi di caduta ed infine vennero installate 8 mitragliatrici (da 12,7 mm), affogate nel profilo alare, che col passare del tempo vennero sostituite da 4 cannoni M39 da 20 mm.
I "B-57B" furono comunque assillati da alcuni problemi che riguardavano, in particolare, gli attuatori di coda che provocarono la caduta di alcuni velivoli. In seguito l'USAF valutò l'aereo inadeguato per il compito di bombardiere tattico notturno e diede vita ad un intenso programma di adeguamento dell'avionica.
Entro la fine del 1957 i reparti del Tactical Air Command vennero equipaggiati con i nuovi North American F-100 Super Sabre anche se l'inizio della Guerra del Vietnam ritardò il definitivo ritiro dei velivoli.
I "Canberra" destinati a ruoli di ricognizione ebbero maggior fortuna e, nonostante alcuni problemi ai motori, vennero impiegati diffusamente, anche presso reparti schierati in Europa (Francia e Germania) ed in Giappone.
I problemi ai motori provocarono comunque un elevato numero di incidenti e, dopo aver passato praticamente tutto il 1955 relegati a terra, i "Canberra" vennero gradualmente sostituiti dagli RB-66 Destroyer o dagli RF-101 Voodoo.
A partire dal 1959 la Martin effettuò diverse modifiche agli "RB-57A", dotandoli di apparecchiature per le contromisure elettroniche alloggiate nel vano bombe. Con la sigla di "EB-57A" questi aerei operarono come addestratori per i reparti di difesa aerea impegnati nell'imparare l'arte della guerra elettronica, ricoprendo il ruolo di aggressori.

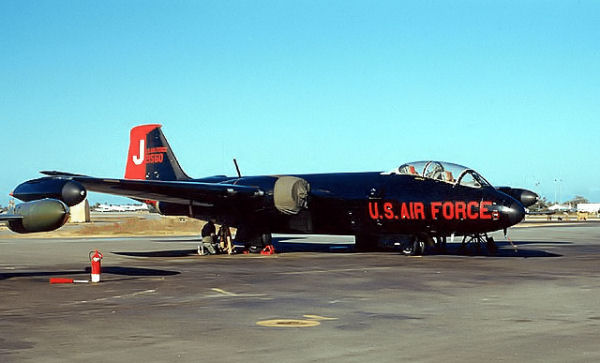
Un esemplare di B-57B.

Durante la Guerra del Vietnam i "Canberra" operarono principalmente nel ruolo di ricognitori, soprattutto in missioni notturne in quanto dotati di specifiche apparecchiature all'infrarosso; le prime missioni di bombardamento vennero effettuate soltanto nel febbraio del 1965. Ancora una volta, tuttavia, il numero di incidenti risultò essere molto alto ed i risultati dell'impiego in combattimento non significativi.
L'ultima versione operativa, la "B-57G", con la denominazione di "Tropic Moon III", venne dispiegata nel sud-est asiatico nell'inverno del 1970 e, dotata di diversi sensori che consentivano il combattimento notturno e l'utilizzo di armi a guida laser, vennero impiegati in missioni lungo il Sentiero di Ho Chi Minh.
Richiamati dalla Thailandia nel maggio del 1972 vennero definitivamente radiati dall'USAF in seguito all'approvazione di tagli alle spese militari.
Due esemplari di "RB-57A" vennero impiegati dalla Chung-Hua Min-Kuo K'ung-Chün (Aviazione della Repubblica di Cina) in missioni di ricognizione sul territorio della Repubblica Popolare Cinese; uno di questi venne abbattuto il 18 febbraio 1958 da un MiG-17 cinese.
Il Pakistan acquistò diversi esemplari di "Canberra" e li utilizzò contro l'India nelle guerre del 1965 e del 1971. Gli ultimi aerei vennero ritirati dal servizio nel 1985.

## Versioni
- XB-57: due prototipi, frutto della modifica di esemplari di English Electric Canberra B.2 della RAF;
- B-57A: prima versione di serie (8 esemplari costruiti); impiegati con compiti di bombardamento; nel 1960 uno di questi verrà assegnato al Department of Commerce per compiere ricerche meteorologiche;
  - RB-57A: variante da ricognizione della versione "B-57A" (67 velivoli prodotti); le installazioni per la ricognizione erano collocate nel vano bombe;
  - EB-57A: 12 esemplari di "RB-57A" vennero equipaggiati con apparecchiature ECM per la guerra elettronica, poste nel vano bombe;
  - NRB-57A: un singolo esemplare di "RB-57A", impiegato dall'USAF per test di volo;

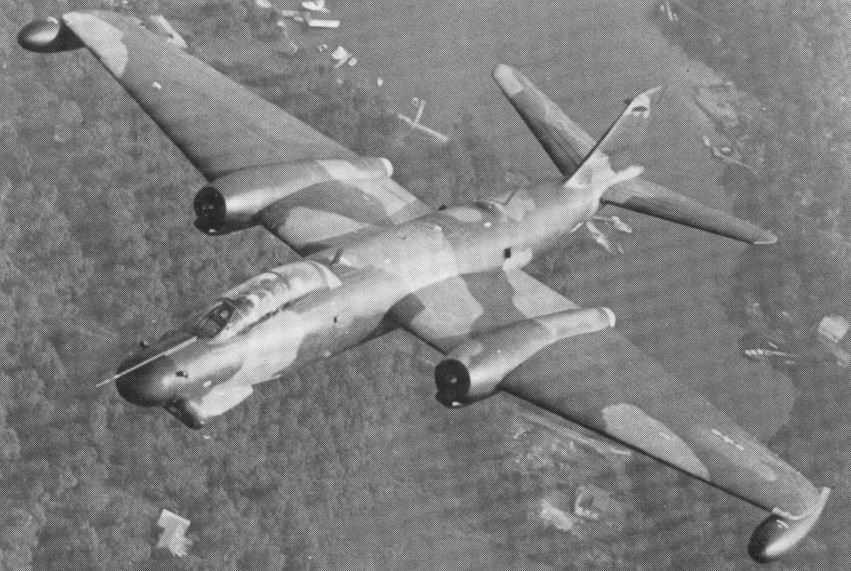
Un B-57G, uno degli ultimi Canberra entrati in servizio.

- B-57B: principale versione di serie (prodotta in 202 esemplari) destinato a compiti di bombardamento ognitempo; caratterizzato da abitacolo biposto con disposizione in tandem e dalla possibilità di alloggiare carichi di caduta (bombe o razzi non guidati) in piloni sub-alari;
  - EB-57B: anche in questo caso alcuni esemplari (22) di "B-57B" vennero modificati per la guerra elettronica;
  - JB-57B: alcuni B-57B (4 in totale) vennero modificati per lo sviluppo di missili tattici mediante l'adozione di apposite videocamere e apparati radar, fungendo così da "simulatori";
  - NB-57B: sigla attribuita a 4 esemplari riconvertiti, utilizzati dall'USAF per voli sperimentali;
  - RB-57B: variante da ricognizione, ottenuta riconvertendo esemplari della versione "B-57B";
- B-57C: versione da addestramento, prodotta in 38 esemplari, equipaggiata con doppi comandi (nel tempo è stata ridesignata TB-57C);
  - RB-57C: esemplari (3 in tutto) di "B-57C" riconvertiti per la ricognizione fotografica ed impiegati dall'Air National Guard;
  - WB-57C: velivoli impiegati per la ricognizione meteorologica, ottenuti modificando 5 esemplari di "B-57C";
- RB-57D: destinati alla ricognizione a quote elevate, erano caratterizzati da un'apertura alare più ampia rispetto alle precedenti versioni e montavano motori Pratt & Whitney J57; vennero prodotti 20 esemplari in tutto (suddivisi in 4 differenti varianti); questi velivoli vennero anche impiegati per effettuare test in alta quota sui motori Pratt & Whitney;
  - EB-57D: variante per la guerra elettronica, ottenuta modificando 9 degli esemplari di "RB-57D";
- B-57E: quinta versione principale, prodotta in 68 esemplari; utilizzata sia in ruoli di bombardamento che di addestramento, era equipaggiata anche per il traino dei bersagli; la General Dynamics modificò 6 di questi velivoli, installando diverse apparecchiature fotografiche, per l'impiego in missioni segrete sul Vietnam;
  - EB-57E: variante per la guerra elettronica (25 esemplari di "B-57E" riconvertiti);
  - JB-57E: singolo esemplare di "B-57E", utilizzato per test vari;
  - NB-57E: ulteriore variante impiegata per test, realizzata convertendo 4 velivoli di "B57-E";
  - RB-57E: versione da ricognizione; anche in questo caso vennero modificati 5 velivoli "B57-E" (ancora una volta ad opera della General Dynamics) che vennero impiegati nei cieli del Vietnam in missioni di ricognizione impiegando tecnologie all'infrarosso nell'ambito del progetto definito Patricia Lynn;
  - TB-57E: designazione attribuita ad alcuni esemplari di "B-57E" impiegati per l'addestramento e la conversione operativa degli equipaggi;
  - RB-57F: versione da ricognizione strategica, caratterizzata dall'incremento dell'apertura alare (122 ft, pari a 37,2 m) e dall'impiego di motori Pratt & Whitney J60; in tutto vennero prodotti 21 esemplari della serie, mediante la riconversione di 17 "B-57B" e 4 "RB-57D"; in un secondo tempo questi velivoli vennero riclassificati come ricognitori meteorologici e la definizione venne mutata in WB-57F;
- B-57G: variante da bombardamento notturno, impiegava il radar Texas Instruments "APQ-139" posizionato in un radome posto nella parte inferiore del muso; i 16 esemplari prodotti, mediante riconversione di "B-57B", vennero ribattezzati "Tropic Moon".

Dati tratti da "The Glenn L. Martin Maryland Aviation Museum"

## Utilizzatori

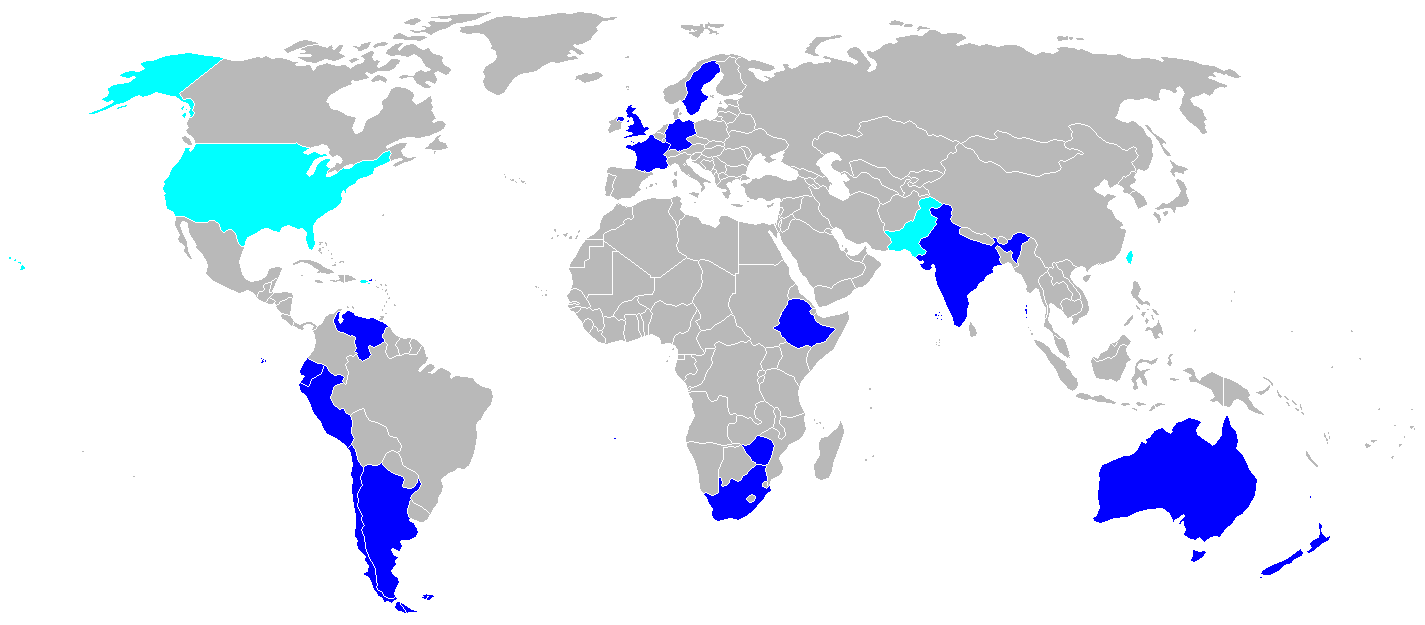
Operatori mondiali dell'English Electric Canberra (blu scuro) e Martin B-57 (azzurro)

### Militari
Pakistan
- Pakistani Fida'iyye

 Taiwan
- Zhōnghuá Mínguó Kōngjūn

 Stati Uniti
- United States Air Force
- Air National Guard

### Governativi
Stati Uniti
- NASA
- NCAR/High Altitude Mapping Missions, Inc,[5]
- National Oceanic and Atmospheric Administration dell'United States Commerce Department[6]